# 洪福寺 (上海)
洪福寺是位于中华人民共和国上海市奉贤区奉城镇洪廟村的一座佛寺。建築面積3257平方米。

## 历史
洪福寺始建于1766年，意思是洪福齊天。洪廟村也因該寺廟得名。咸豐年間毀於戰火。1995年洪福寺異地重建。1997年對外開放。